# Antalffy Mária
Antalffy Mária [Antalfi] (Budapest, 1922. november 5. – Budapest, 1989. szeptember 15.) grafikus, keramikus, szobrász.

## Élete
Édesanyjától, Antalffyné Fridrik Mária szobrászművésztől tanult legelőször, az Iparrajziskola elvégzését követően 1938-tól 1943-ig a Magyar Iparművészeti Főiskola kerámia szakán képezte magát tovább, ahol Orbán Antal tanítványa volt. Az 1940-es évek elején tűnt fel szobraival, melyekre jellemző az anyagszerűség, tömörség és a zártság. Kisplasztikái jellemzően a monumentális hatásra törekszenek. Ugyanebben az időszakban terrakotta karikatúraszobrokat is készlített (Weöres Sándor, Hamvas Béla, Szentkuthy Miklós). Később épületplasztikákkal foglalkozott, az 1950-es években pedig bábokat formált meg. Az 1960-as évek elején áttért a kerámiára, de emellett grafikával is foglalkozott. Az 1950-es évektől folyamatosan készített papírkivágat-kollázsokat. Az 1980-as években művei egyaránt díszítette színes papírokkal, kivágott alakokkal, valamint héber és magyar nyelvű vallásos szövegekkel.

## Egyéni kiállítások
- 1943 • Alkotás Művészház [Czene Jánossal]
- 1947 • Művész Galéria, Budapest [Csabai Rott Margittal]
- 1981 • Fejér Megyei Művelődési Központ Galériája, Székesfehérvár
- 1984 • Nagy Balogh János Terem, Budapest [Gádor Magdával].

## Művek közgyűjteményekben
- Magyar Nemzeti Galéria, Budapest
- Petőfi Irodalmi Múzeum, Budapest